# Bryoerythrophyllum machadoanum
Bryoerythrophyllum machadoanum är en bladmossart som beskrevs av M. O. Hill 1981 [1982. Bryoerythrophyllum machadoanum ingår i släktet fotmossor, och familjen Pottiaceae. Inga underarter finns listade i Catalogue of Life.